# Église Saint-Pierre de Thimert
L'église Saint-Pierre de Thimert est une église située à Thimert-Gâtelles dans le département français d'Eure-et-Loir. Elle est inscrite en tant que monument historique en 1932.

## Description
L'église date du XIe siècle. La nef est séparée des bas-côtés par des arcs brisés soutenus par des piles carrés.
Deux verrières sont classées monuments historiques au titre objet dès 1908. Elles comportent des éléments du XVIe siècle, dont les fragments conservés sont réemployés, notamment sous forme de macédoine. Elles ont en effet été détruites en 1940 et remontées en 1959 dans les tympans des baies n°3 et 5.
Une statue en bois du XVIIe siècle représentant peut-être Saint-Paul est également inscrite en tant que monument historique au titre objet.

Extérieurs de l'église Saint-Pierre
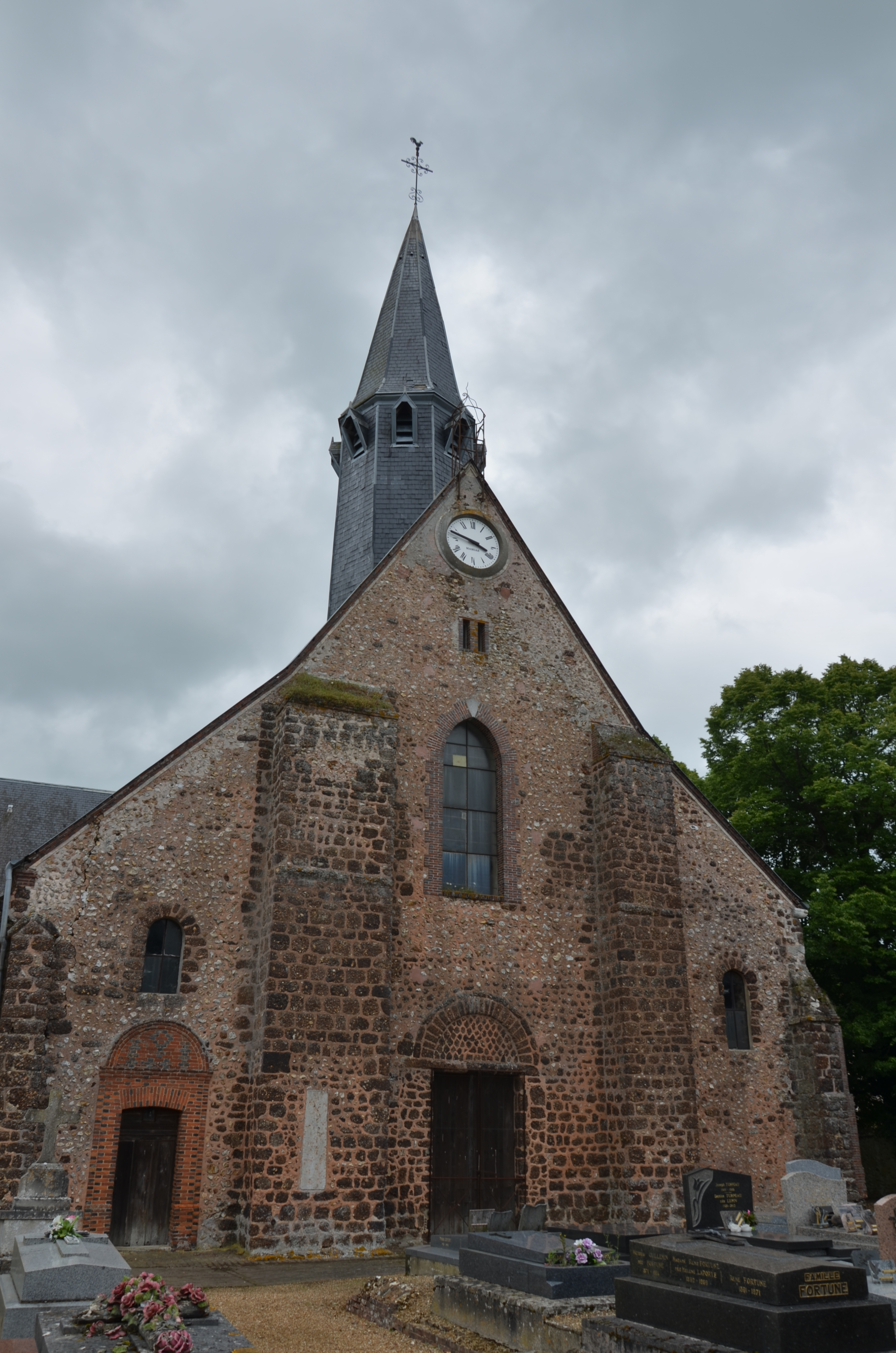
Façade ouest.
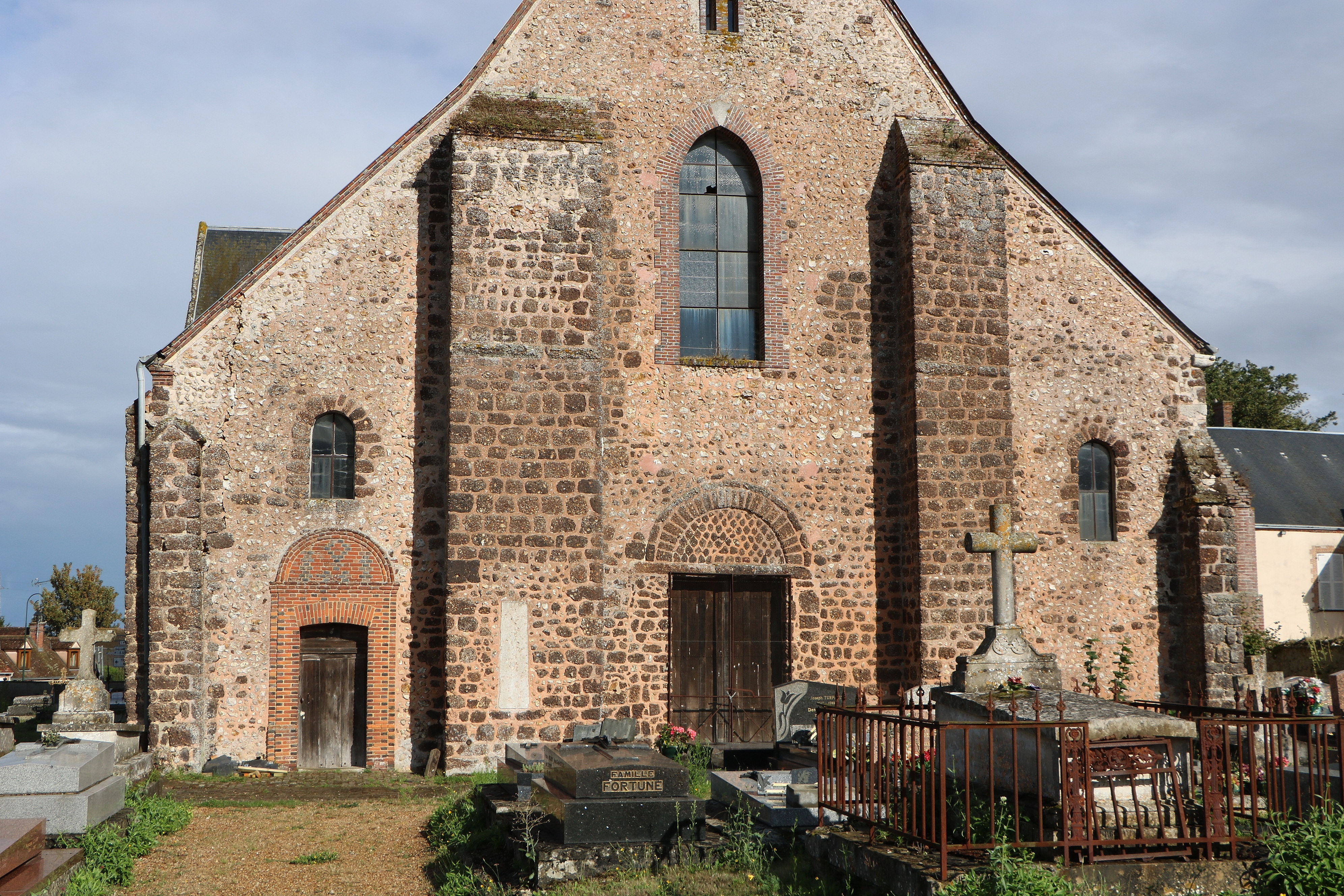
Contreforts et entrées ouest.
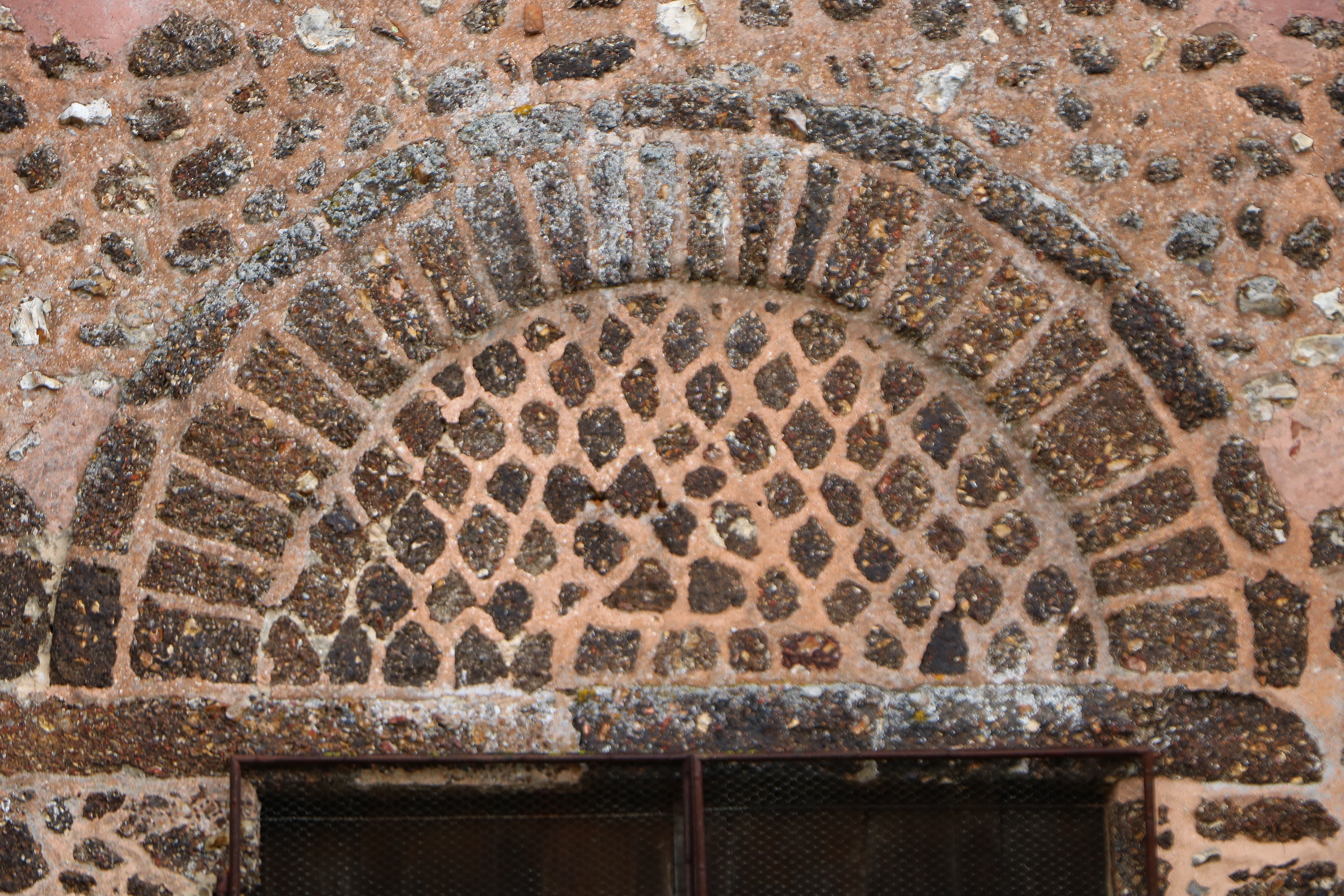
Tympan à appareil réticulé du portail central.
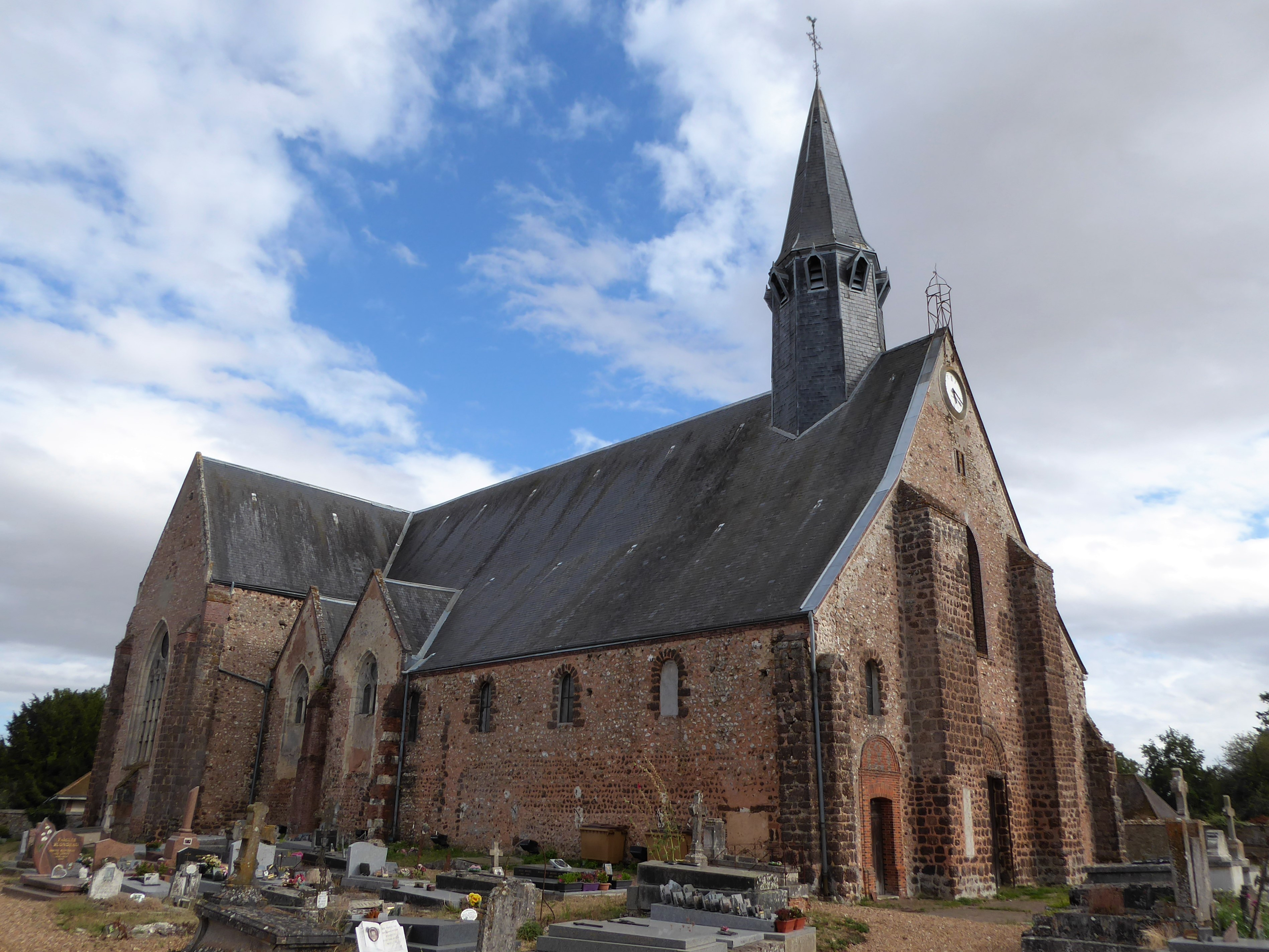
Vue générale nord-est.
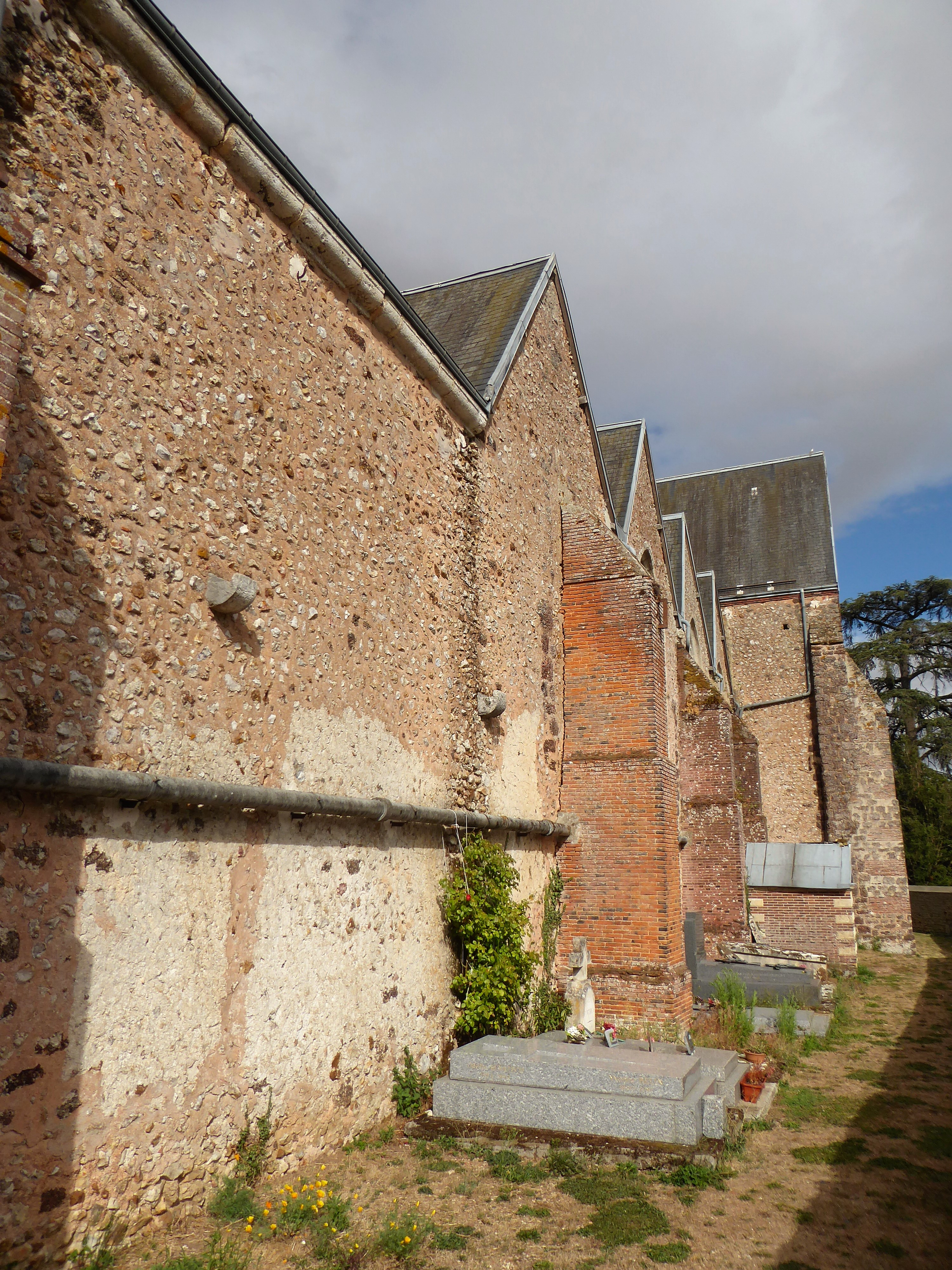
Mur sud.
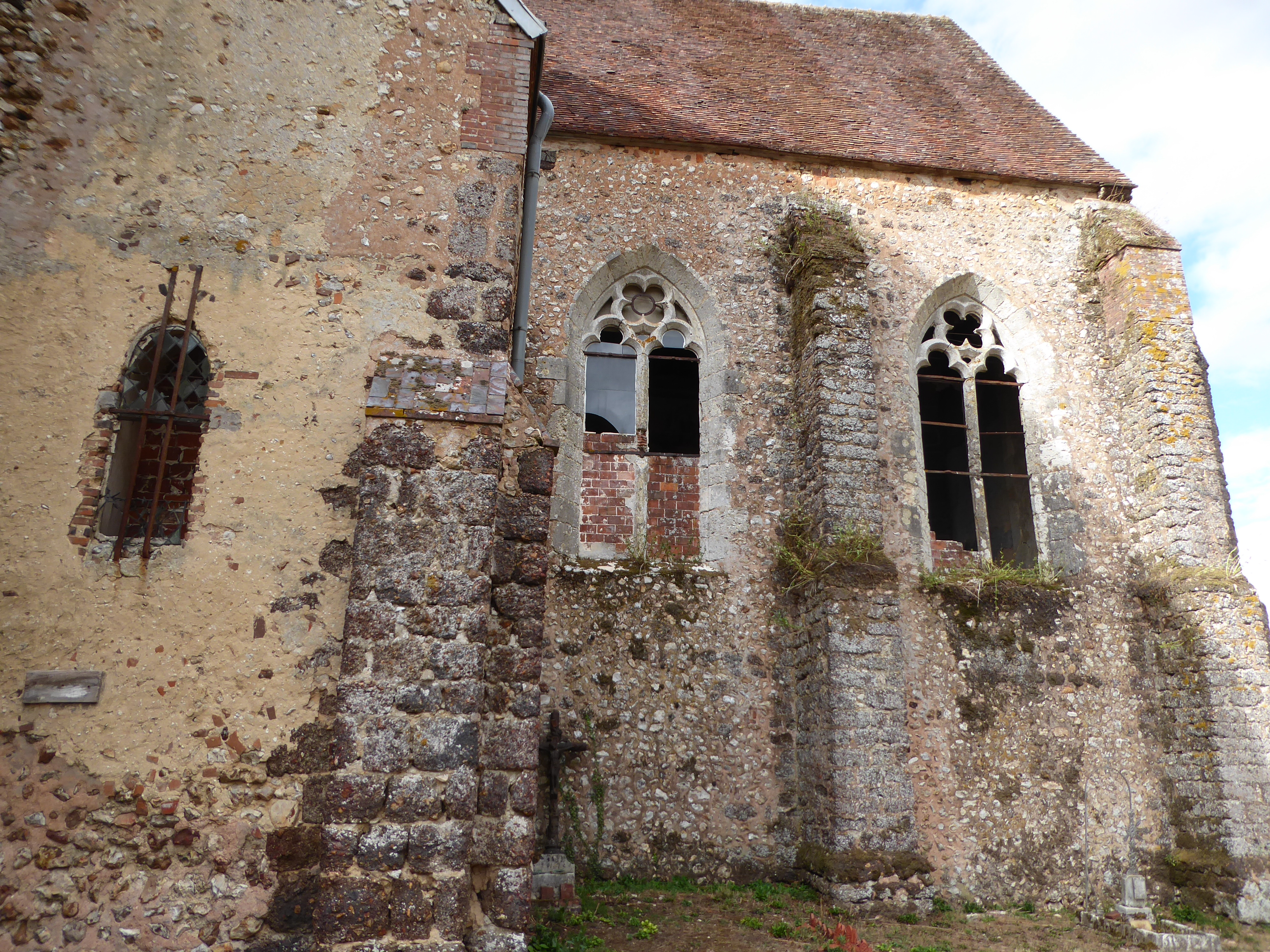
Angle sud-est de l'ancien chevet.
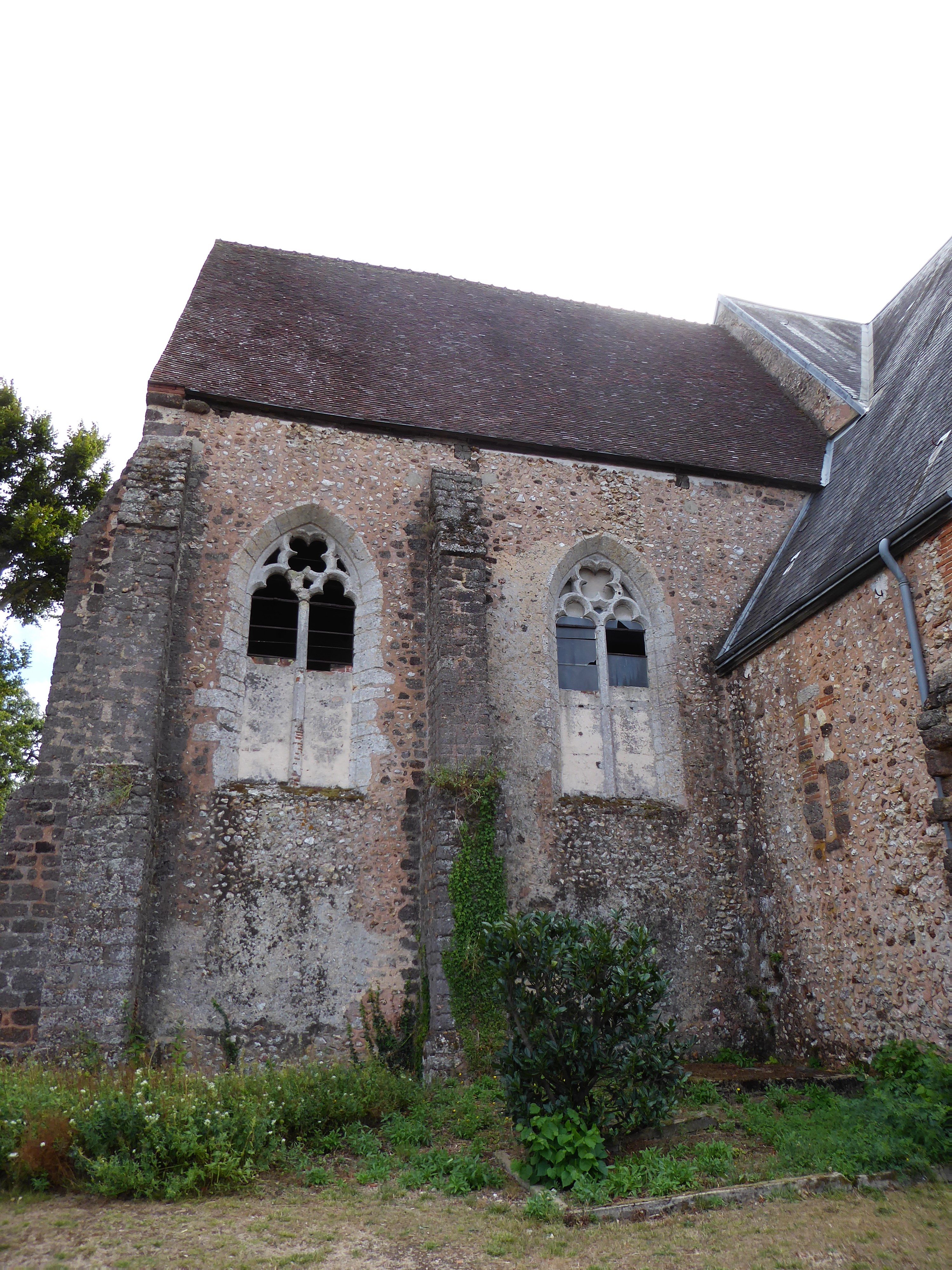
Angle nord-est de l'ancien chevet.

## Historique
Hugues de Châteauneuf fait don de l'église Saint-Pierre de Thimert à l'abbaye Saint-Florentin de Bonneval en 1091 qui y fonde un prieuré.
Elle est plusieurs fois remaniée, notamment au XIIe, XIVe et XVIe siècles :
- Au XIVe siècle, le chevet est démoli par les moines et une chapelle est reconstruite à la place ;
- Le transept est reconstruit au XVIe siècle ;
- Détruit par la foudre en 1701, le clocher est édifié à nouveau à l'identique ;
- En 2023, une étude archéologique est réalisée par le conseil départemental d'Eure-et-Loir, avec notamment la numérisation de l'édifice et du cimetière par drone[4].